# ملا رمضان البوطي
ملا رمضان بن عمر بن مراد البوطي (1888م - 15 أيلول 1990م)، أبو محمد، الشيخ الإمام الفقيه المعمر، أحد أعلام العلم والورع والزهد في القرن ال20، ووالد الشيخ محمد سعيد رمضان البوطي.

## ولادته ونشأته
ولد ملا رمضان البوطي من أبوين كرديين في قرية جيلكا التابعة لجزيرة بوطان، التي يطلق عليها باللغة العربية جزيرة ابن عمر،(وهي بالتركي cizre )وكان في صغره يساعد جده في أعمال الفلاحة، غير أن والدته أرادت أن يتوجه إلى طلب العلم، واستطاعت أن تقنع والده بذلك. كانت القرى الكردية في ذلك الوقت تعاني من انتشار الجهل، وقلة المعرفة، ودور العلم. غير أنهم كانوا يولون اللغة العربية وعلوم الشريعة الإسلامية اهتماما كبيرا، ما دفع أهالي القرى إلى بناء حجرات تكون تابعة للمساجد، يسمونها مدرسة، يتم فيها تدريس علوم اللغة العربية والشريعة الإسلامية، وكان ملا رمضان البوطي يتردد إلى إحدى هذه المدارس لتعلم الكتابة وقراءة القرآن الكريم. تنقل ملا رمضان البوطي في عدة قرى مجاورة لتحصيل أكبر قدر ممكن من العلم، حيث بدأ بعلوم الآلة من نحو وصرف وبلاغة ومنطق، وبعدها بعلوم الشريعة الإسلامية من عقيدة وتفسير وفقه وغيرها من العلوم الشرعية. بعد رحلته في طلب العلم، أصبح إماما في إحدى مساجد قرية جيلكا، ومدرسا في المدرسة التابعة له. في هذه الأثناء كانت الحرب العالمية الأولى قد بدأت، فما لبث أن تطوع مجاهد في تلك الحرب، وذهب مع مجموعته العسكرية إلى الحدود الروسية من جهة البحر الأسود، ولكن كانت هذه التجربة بالنسبة له تجربة فاشلة وقاسية، حيث كان الضابط المسؤول عنه يضيق ذرعا من قيامه بصلاته، وحاول أكثر من مرة منعه من ذلك. ويصف أيضا قسوة الشتاء وشح الإمدادات والاحتياجات الأساسية. بعد عودته إلى قريته جيلكا تزوج فتاة من فتيات القرية تدعى مَنجِى، ورزقهم الله بالشيخ محمد رمضان البوطي، بعد أن توفي له عدة أولاد، ولم يرزق بابن ذكر غيره.

## الهجرة إلى دمشق
بعد أن وضعت الحرب العالمية الأولى أوزارها، وسقطت الدولة العثمانية، عانت المدن والقرى التركية من السياسة الممنهجة التي قام بها أتاتورك، حيث منع الأذان باللغة العربية، واستبدل الأحرف العربية بأحرف لاتينية، ومنع تلاوة القرآن في الأماكن العامة، وإحلال القرآن المترجم إلى اللغة التركية محله، وأجبر الرجال على لبس القبعة الغربية، والنساء على خلع النقاب والحجاب. وكانت قرية جيلكا إحدى هذه القرى التي تعرضت إلى هذه الأفعال الممنهجة، مما دفع ملا رمضان البوطي بالهجرة مع عائلته إلى دمشق.

### الاستقرار في دمشق
بعد الرحلة الشاقة التي عاناها مع عائلته، استقر به المقام في حي الأكراد على سفح جبل قاسيون، وما لبث أن استقر، حتى بدأ يبحث عن عمل للكسب، حيث عمل على شراء الكتب الرائجة بين الأكراد، من المكاتب المشهورة في دمشق، ثم يمضي بها إلى مناطقهم في الجزيرة العربية، ويبيعها بما يتيسر له من الربح. تعرف ملا رمضان البوطي على ثلة من العلماء في حي الأكراد، ولفت انتباههم سعة اطلاعه في الفقه، وسرعان ما عرف في حي الأكراد بالفقيه الشافعي، فاتجه إليه كثير من طلاب العلم في دمشق، وهكذا عاد إلى ما كان عليه في قريته من الاشتغال بالعلم والتدريس. بعد ذلك انتقل مع عائلته للعيش في منزل آخر قرب ساحة شمدين، وقد ظل ملا رمضان البوطي من أول مقدمه إلى دمشق، لا يرتبط بأي وظيفة دينية كإمامة أو خطابة أو تدريس. بعد فترة يسيرة قرر ملا رمضان البوطي استلام وظيفة الإمامة والتدريس في أحد المساجد، وانتقل إلى منزل مجاور له. باشر ملا رمضان الإمامة في المسجد، وبدأ ينظم فيه دروسا بعد صلاة الصبح والعصر.

## عبادته وورعه
كان الشيخ ملا رمضان البوطي كثير العبادة، متعبدا من خلال أذكاره الكثيرة التي كان ملازما لها، وكان ملازما للنوافل، سواءا منها المؤكدة وغيرها، مكثرا من تلاوة القرآن، يختم القرآن في كل أسبوع مرة، تستوقفه الآيات ويغوص في معانيها، وأحيانا يبقى أياما أو أسابيع عدة يتدبرها ويعيش معها. وبالجملة فقد كان إما منشغلا بقراءة القرآن أو تحقيق مسألة علمية، أو منغمسا بورده.
أما عن ورعه فقد كان شديد الورع في معاملاته وعلاقاته، كثير الرقابة على لسانه وعلى ما يجري في مجلسه، ولم يكن يأذن لأي من مجالسيه أن يغتاب أحدا، ولم يكن يسكت عن منكر يراه صغيرا أو كبيرا، ولكن يستعمل أقصى درجات الحكمة.

## موقفه من التصوف
كان ملا رمضان البوطي يميل إلى التصوف النقي المقيد بكتاب الله وسنته، وكان يرى في الرسالة القشيرية، ما يبرز هذا التصوف النقي، حيث كان شديد الحذر من بعض الطرق التي توصل إلى البدع. كثيرا ما كان يزوره بعض مشايخ الطرق، من جهات شتة، فيخوضون معه في الحديث عن الطرق وآدابها ومشكلاتها، فكان يقول لهم: لقد تحول التصوف عند كثير من مشايخ الطرق إلى حرفة، تفوح منها رائحة الدنيا وأهدافها. ويقول لهم أيضا: إنكم لا تسلكون مريدكم إلى حقيقة التصوف وجوهره، وإنما تعطون كلا منهم وظيفة من الأذكار، يؤدي كل يوم أعدادها المطلوبة، ثم يعود فينغمس في دنياه ولهوه كما شاء، ويظل يعاني من أمراضه القلبية الكثيرة، دون أي تبدل أو تغير، وما التصوف الذي يصطبغ به المسلم إلا نقيض ذلك تماما. كان التصوف في حياة ملا رمضان البوطي معاناة يمارسها لا مصطلحات يرددها.
أما عن موقفه من الاحتفال بالمولد النبوي فقد كان يحضر الموالد التي لم يكن فيها بدعة أو منكر، وكان يحب الاستماع إلى النشيد المتضمن الثناء على الذات الإلهية، وأيضا مديح النبي محمد صلى الله عليه وسلم، ويؤثر أن يكون المنشدون والسامعون على حالة من التأدب مع الله عز وجل، والأدب مع رسوله.

## نشاطه العلمي
كان ملا رمضان البوطي كثير الاطلاع على علوم الشرعية، حيث كان كثير الاطلاع على الفقه الحنفي، وبالأكثر الفقه الشافعي، فقد كان يغوص في مسائله، وأحيانا يبقى في تحقيق مسألة فقهية معينة يومين أو ثلاثة أيام، وقد كان محبا للتدريس لا يرد طالب علم جاءه يبغي أن يأخذ عليه درسا في فن من الفنون، حيث كانوا يدرسون عليه علوم الآلة، وعلوم الشريعة والتصوف. درّس كتاب الرسالة القشيرية، والحكم العطاية أكثر من مرة، وأيضا عقد مجلسا أسبوعيا، يدرس فيه كتاب إحياء علوم الدين للإمام الغزالي، وكان يزدحم عليه في أخذ الدرس عنه جمع كبير من الناس من مختلف المستويات والمشارب.
لم يكن ملا رمضان البوطي ممن يعنى بالكتابة والتأليف، فلم يترك وراءه أي أثر من تأليف أو كتابات علمية، باستثناء رسالة كتبها وصية لولده الوحيد، يوم خشي على نفسه الموت، وأيضا مقالتين نشرتا في مجلة نهج الإسلام التابعة لوزارة الأوقاف السورية في ذلك الحين. أما الوصية فقد قال فيها: 《الحمد لله وحده، والصلاة والسلام على من لا نبي بعده، وعلى آله وصحبه الكرام، وكل مؤمن اتبع سنته. أما بعد، فأوصي أولادي، وكل من يسمع كلامي، أن لا يتخذوا من دون الله وليا ولا نصيرا، ولا حاكما ولا قديرا، وأسأل الله تعالى أن يفهمهم معنى كلامي وأن يدبر أمرهم تدبيرا》.

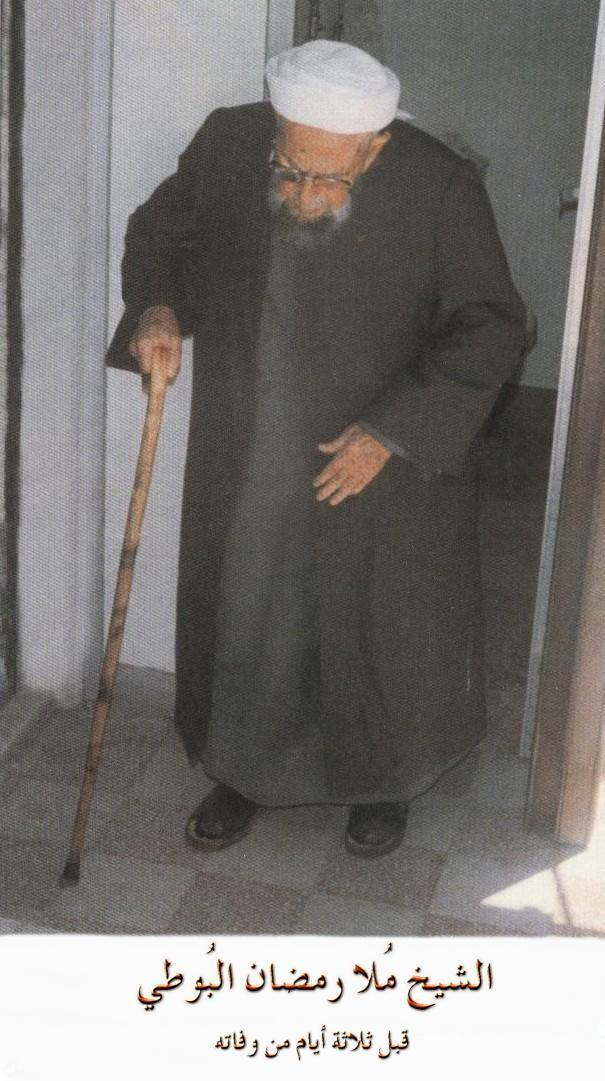
صورة للشيخ ملا رمضان البوطي قبل وفاته بثلاثة أيام.

## وفاته
عانى الشيخ ملا رمضان البوطي في أواسط عام 1982م من تأثير شديد من (الكريب) ألم به، صاحبه ضغف شديد في المناعة ولكن بعد مدة أخذ يتماثل للشفاء، وعاد إلى أنشطته السابقة، ولكن في شهر رمضان من عام 1988م، أصيب الشيخ بتجفاف كبير بسبب الصيام الذي صادف حرا شديدا. أعقبه مرض لازم الفراش بسببه مدة من الزمن. وما إن تحسن قليلا أصيب بالتهاب في المعدة، من جراء الأدوية وآثارها المتناقضة، واستمر يعاني إلى أن وافته المنية صباح يوم الثلاثاء 15 أيار 1990م، وحضر جنازته جمع غفير. يذكر أن الشيخ رمضان البوطي، قد طلب أن يرفع أمام جنازته لافتة مكتوب عليها: